# Мотовилці
Мотовилці (словен. Motovilci) — поселення в общині Град, Помурський регіон, Словенія. Висота над рівнем моря: 231,4 м.